# Аятское водохранилище
Ая́тское водохрани́лище (также Ая́тское о́зеро) — водохранилище в 50 километрах к северу от города Екатеринбурга, одно из крупнейших в Свердловской области. Исток реки Аять. Впадают реки Глуховской Исток, Кунарка, Ельничный Исток и Шайтан. Ближайший населённый пункт — село Шайдуриха.

## Гидрологические характеристики
Площадь поверхности — 28,3 км², площадь водосборного бассейна — 582 км². Высота над уровнем моря — 237 м. Берега большей частью торфянистые и заболоченные, вода тёмная от торфа. Дно илистое, средняя глубина 2,18 м, максимальная глубина 4 м.

## История
Водохранилище образовалось в результате подпруживания реки Аять дамбой в 1825 году, при этом были затоплены несколько существовавших ранее на этом месте озёр.
Берега современного Аятского водохранилища (в те времена возвышенности над озёрами и протоками) были заселены ещё в эпоху мезолита. Учёные обнаружили здесь следы нескольких археологических культур, одна из них даже получила название «аятской».

## Охранный статус
С 1975 года «Озеро Аятское с окружающими лесами» является государственным ландшафтным заказником Свердловской области. Площадь земель заказника 13 117,0 га в Невьянском городском округе и городском округе Верхняя Пышма. В последние годы этот статус неоднократно нарушался.

## Данные водного реестра
Код объекта в государственном водном реестре — 14010501711111200010913.